# Rod Fanni
Rod Fanni (Martigues, Francia, 6 de diciembre de 1981) es un exfutbolista francés de ascendencia beninesa.

## Selección nacional
Ha sido internacional con la Selección de fútbol de Francia, ha jugado 5 partidos internacionales. Su primer anotación fue el 14 de octubre de 2008 contra la selección de Túnez.

## Clubes
| Club                       | País       | Año       |
| -------------------------- | ---------- | --------- |
| FC Martigues               | Francia    | 2000-2002 |
| RC Lens                    | Francia    | 2002-2004 |
| LB Châteauroux             | Francia    | 2004-2005 |
| Olympique Niza             | Francia    | 2005-2007 |
| Stade Rennais              | Francia    | 2007-2011 |
| Olympique de Marseille     | Francia    | 2011-2015 |
| Al-Arabi SC                | Catar      | 2015-2016 |
| Charlton Athletic (cedido) | Inglaterra | 2016      |
| Olympique de Marseille     | Francia    | 2016-2018 |
| Montreal Impact            | Canadá     | 2018-2020 |